# القصر (الكويت)
القصر منطقة تقع في محافظة الجهراء في الكويت سميت بهذا الاسم نسبة إلى القصر الأحمر الموجود فيها. بنيت وسكنت في أواخر ستينات القرن العشرين.
شهدت المنطقة نشأت الفنان طارق العلي.

## أماكن مهمة
- نادي الجهراء.
- القصر الأحمر.
- حديقة القصر القطعة الرابعة.
- محمية صباح الأحمد الزراعية.